# Kleine Klaas
Kleine Klaas is een personage uit een animatieserie die sinds 2005 te zien is op jeugdzender Nickelodeon. Kleine Klaas werd bedacht door Erik van der Hoff, Erik Nieuwenhuis en Michel Taanman.
De serie gaat over de goedheiligman toen hij nog een klein jochie was. Hij beleeft allerlei avonturen in Spanje met zijn beste vriendje Pedro en zijn ezeltje Afrigo. In elk van de tien verhaaltjes staat een van de Sinterklaasthema's centraal: cadeautjes weggeven op je eigen verjaardag, rijmen, zingen, de stoomboot en zijn vriendschap met Pedro, etc.
In 2006 is ook een boek uitgegeven met Kleine Klaas als hoofdpersoon. Hiervoor zijn de twee Erikken en Michel in 2006 een uitgeverij gestart: King Baboon. Disky Europe werd gevraagd om de distributie en de verkoop voor hun rekening te nemen, en drukkerij Proost uit België drukte het boekje.
De eerste druk was in september 2006 en wegens succes volgde er een tweede druk in oktober 2006. In het omkeerboekje staan twee verhaaltjes, namelijk "De verkleedkist" en "De stoomboot". Ook bevat het boekje een speculaaspoprecept van de oma van Kleine Klaas en een knutseldeel genaamd "Hoe maak ik een mijter?".
De serie Kleine Klaas is vanaf half november te zien op Nickelodeon. Ook is er een dvd uitgegeven met alle tien de verhaaltjes erop en een muziekclip. In 2011 werd het programma op Kindernet uitgezonden.